# 杨家圈遗址
杨家圈遗址，位于山东省烟台市栖霞市城南杨家圈村，是中华人民共和国山东省文物保护单位之一。
发现于1956年，是一座大汶口文化至龙山文化时代的遗址。
1977年12月23日，授予山东省文物保护单位。